# 墜
《墜》（英語：Fall）是一部2022年美英合拍的生存驚悚片，由史考特·曼恩執導並與強納森·法蘭克（Jonathan Frank）合作編劇，葛莉絲·卡蘿琳·柯瑞、維吉妮亞·嘉娜、梅森·古丁和傑佛瑞·狄恩·摩根主演。劇情講述一對追求刺激的好友意外受困於一座610公尺高的無線電塔頂上。
《墜》2022年8月12日在美國上映，影評口碑正面居多。主要稱讚曼恩的導演、氛圍、電影攝影、懸念以及柯瑞和嘉納的表演，但同時批評了劇本、特效和節奏。

## 劇情
貝琪、杭特以及貝琪的丈夫丹一起攀岩，但丹失足摔死。近一年後，仍悲痛欲絕的貝琪借酒澆愁並與父親詹姆斯疏遠，後者認為丹不適合女兒。杭特找上貝琪爬上沙漠中已退役的2,000英尺（610）B67電視塔，藉此在塔頂撒下丹的骨灰，治癒貝琪的傷痛。貝琪起初拒絕，然後改變主意並同意，試圖走出陰霾。
第二天，貝琪和杭特開始攀登電視塔。他們先在塔的內部攀爬1,800英尺（550），到達一個小平台，然後沿著一根桿子繼續攀爬2,000英尺（610），到達最頂端。在頂部，貝琪撒下了丹的骨灰。但兩人開始往下爬時，生鏽的梯子斷裂，因而被困在塔頂的小平台。此外，裝有水的背包掉到了一枚衛星天線上。他們的安全繩只有50英尺（15），還差一點點才能勾著。手機則被天線的無線電訊號干擾。杭特將手機裝在一隻鞋子裡拋下，試圖向自己的網路粉絲發訊息求助，但鞋子緩衝不足，導致手機在落地時毀壞。
兩人注意到附近有一輛露營車，裡頭有兩個男人在露營。貝琪和杭特一直等到天黑，然後發射了在塔頂的應急箱中發現的信號槍。男人們看到但未伸出援手，而是偷走了杭特的休旅車。夜幕降臨，貝琪發現杭特的腳踝刺著象徵丹愛自己的「1-4-3」代碼，杭特哭著坦承丹醉酒向她發起長達四個月的婚外情，並一直持續到他婚禮那天，但貝琪對杭特的道歉無動於衷。隔天，杭特為了懺悔提議在兩人渴死之前爬至衛星天線取水。回到頂端，杭特鼓勵貝琪使用無人機向幾英里外的小餐館送去求救紙條，但無人機在餐館外就被一輛卡車撞壞。
在短暫的清醒時刻，因缺乏食物和水而神智不清的貝琪發現，杭特早在取水時摔至衛星天線上死亡，鼓勵自己使用無人機的杭特只是幻覺。第二天，貝琪的腿傷引來禿鷹，而殺死牠並作為食物。在最後一次尋求幫助的嘗試中，貝琪爬下來到衛星天線上發送向父親求救的簡訊，並將裝有手機的鞋子塞進杭特的屍體、推下塔頂，以取得能將簡訊送出的訊號。收到消息後，詹姆斯向緊急服務部門發出警報，趕往電視塔，此時警方和救援部門早已抵達救下貝琪、收拾杭特的遺體；貝琪與父親和解並離開現場。

## 演員
- 葛莉絲·卡蘿琳·柯瑞飾演貝琪（Becky）
- 維吉妮亞·嘉娜飾演杭特（Hunter）
- 梅森·古丁飾演丹（Dan）
- 傑佛瑞·狄恩·摩根飾演詹姆斯（James）
- 達雷爾·丹尼斯（英语：Darrell Dennis）飾演蘭迪（Randy）

## 製作

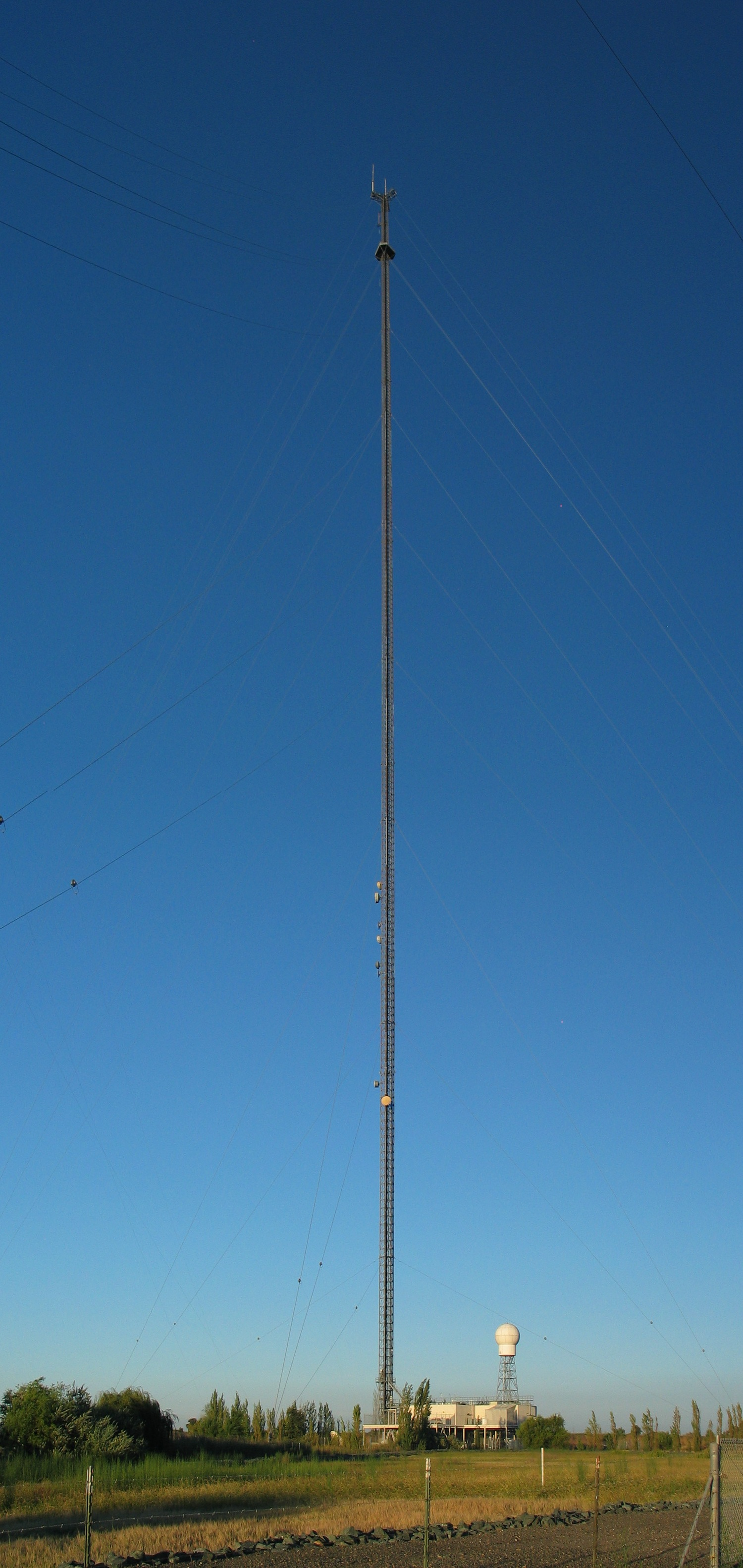
加利福尼亞州的KXTV/KOVR塔成為電影無線電視塔的靈感來源

《墜》的製作成本為300萬美元。電影在加利福尼亞州莫哈維沙漠的暗影山脈以IMAX格式拍攝。製作完成後，狮门影视公司對製片方未有最低限度保證的情況下取得發行權。電影在試映中表現出色後，獅門影業決定在院線上映。片方要求劇組更改或刪除電影中「Fuck」這個詞的三十多樣用法，以便獲得美國電影協會PG-13的評級而非R級。由於重拍一些橋段既昂貴又費時，他們求助於由本片導演史考特·曼恩和尼克·萊恩斯（Nick Lynes）2021年成立的完美無瑕（Flawless）公司，對演員的臉進行深伪技术，並人為減少或修正他們說出的「Fuck」，如修正為「freaking」（嚇死了）。《墜》作為首個使用完美無瑕服務的項目，最終獲得了PG-13級。據曼恩所述，這「戲外重拍」在後期製作的最後階段在兩週內完成。電影中無線電塔的外觀靈感來自加利福尼亞州沃爾納特格羅夫的KXTV/KOVR塔。

## 發行
《墜》2022年8月12日在美國院線上映，獅門為此斥資400萬美元發行及宣傳。

## 迴響

### 票房
《墜》在美國和加拿大與《麥克與麗塔》、《天黑請斃命》同天上映並競爭，外界預估本片首映週末將從1548家影院獲得100至200萬美元的票房收入。本片上映第一天獲得92.3萬美元。首映週末以250萬美元位居當週票房排名第十。

### 評價
《墜》在爛番茄網站上根據141篇評論而持有79%的新鮮度，平均評分為6.4／10。共識評論：「電影本質而言可謂荒謬，但極簡主義就如同標題一樣令人回味；《墜》對於願意暫停懷疑的觀眾來說，是氣也不喘的腎上腺素激增。」Metacritic則根據23位影評人而給出62分，代表「正面評論為主」。根據CinemaScore調查，北美觀眾的平均評價在A+至F間落於「B」；PostTrak的好評度達69%，44%的觀眾予以推薦。

## 奬項
| 年份 | 颁奖典礼             | 奖项       | 入圍者   | 结果 |
| ---- | -------------------- | ---------- | -------- | ---- |
| 2023 | 第36屆中國電影金雞獎 | 最佳外语片 | 《坠落》 | 提名 |

## 外部連結
- 官方网站
- 互联网电影数据库（IMDb）上《墜》的资料（英文）